# Mizoram
Mizoram (hindi मिज़ोरम) és un estat de la Unió Índia. Limita al nord amb Nagaland, Meghalaya i Assam, i al sud amb Myanmar. La seva capital és Aizawl.

## Geografia física
Com Nagaland, el país és força muntanyenc, travessat pels turons de la Lushai Pahariyan, que té com a alçària dominant el Blue (2.164 m). Els principals rius del país són el Kusiyara, Dhaleswari, Kaladan i Meghna. No hi ha llacs d'importància.

## Població
Segons el cens lingüístic de l'Índia, el 75,1% dels habitants parlaven el mizo, el 8,1% parlaven bengali i el 3,3% lakher. Els principals grups ètnics són:
- Mizo/Lushai: 35,6%
- Hmar: 26,9%
- Poi: 8%
- Chakma: 7,7%
- Ralte: 7%
- Pawi (modernament lai): 5,1%
- Mara (abans Lakher): 5,0%
- Kuki: 4,6%
- Altres: 0,1%

Els mizos o lushais (anomenats així perquè viuen a les muntanyes Lushai) tenen origen tibetano-birmà.
Quan a la religió (Cens 2001):
- Cristians: 87,0%
- Budistes: 7,9%
- Hinduistes: 3,6%
- Musulmans: 1,1%
- Altres: 0,3%
- Religions no declarades: 0,1%

## Divisió administrativa
L'estat està dividit en 8 districtes i 3 Consells Autònoms:
- Aizawl
- Champhai
- Kolasib
- Lawngtlai
- Lunglei
- Kolasib
- Saiha
- Serchhip
- Lai Autonomous Council
- Mara Autonomous Council (conegut com a Maraland)
- Chakma Autonomous Council

Abans de la creació de l'estat hi havia un únic consell autonom que es deia Pawi-Chakma-Lakher (creat l'abril de 1953) i la resta era el Lushai (Mizo) Hills Autonomous District Council, creat el 1952 i elevat a territori el 1970. La separació i creació dels tres districtes es va acordar el 1971 i van entrar en funcions el 1972.

## Economia
Els habitants tenen un modus vivendi força primitiu, i això es nota a l'economia estatal. Destaca el conreu d'arròs i patates, la ramaderia bovina (búfals com a animar de tir) i porcina, i una indústria tèxtil de caràcter artesanal. A penes hi ha indústria i el 70% de l'arròs que es consumeix s'ha d'importar dels estats veïns, raó per la qual, juntament amb la proximitat amb Myanmar, ha fet que molts habitants fronterers es dediquin al tràfic de drogues, cosa que ha provocat nombrosos problemes amb la sida i el consum d'alcohol. Malgrat tot, té un fort potencial hidroelèctric que no és desenvolupat.
El 31% del seu territori és cobert per boscos de bambú.

## Política
Actualment forma un estat de la Unió Índia des del 1972, compta amb un governador nomenat pel president indi, un Consell de Ministres presidit pel primer ministre amb un parlament propi de 40 membres i autogovern intern, si bé Delhi hi pot imposar la president rule (govern directe) si ho creu convenient. Els principals partits i associacions mizo són:
- Front Nacional Mizo
- Mizo Hmeichhe Insuihkhawm Pawl

## Història
Segons les llegendes, els mizo van sorgir dessota d'una roca anomenada Chhinlung. Pels xinesos, potser fora la vila de Sinlung o Chinlingsang, i li han dedicat nombroses cançons i llegendes. Algunes daten l'existència de Chhinlung en el 210. Els mizo provenen de Shinlung o Chhinlungsan, als marges del riu Yalung (Yunnan), d'on foren expulsats pels xinesos amb els shan, kachin, karen i naga en el segle v. En el segle VIII s'establiren a la vall de Kabaw i Khampat (Estats Shan), i d'aquí foren expulsats pels shans cap a les Chin Hills en el segle xiv, en la frontera entre Myanmar i l'Índia. Van construir viles a les quals donaren els noms dels seus clans, com Seipui, Saihmun i Bochung.
Cap al 1750 s'establiren a l'actual territori de Mizoram amb els kukis de Manipur, i hi muntaren entitats tribals independents. No van tenir els primers contactes amb els britànics fins al 1825. El 1851 intentaren incorporar-los militarment a la corona britànica, i per això mataren un missioner. El 1872 foren sotmesos nominalment als kukis de Manipur, però continuaren fent incursions a les colònies angleses d'Assam. Cap al 1885 foren dominats pels britànics, i passaren a l'Imperi mitjançant un tractat no escrit del 1895. Els missioners protestants n'aconvertiren molts, com als naga, de manera que els educaren en anglès i no pas en hindi o assamès. El 1901 el territori tenia 82.434 habitants, dels quals 63.588 eren mizo.
El 1891 es creà el districte de Lushai Hills, amb Aizawl com a capital i el 1898 fou transferit a Assam des de Bengala. Bengala es va dividir el 1905 i la part oriental es va unir a Assam. Bengala Oriental i Assam van estar unides des del 1905 al 1912. Del 1912 Assam fou un comissariat de Bengala però el 1919 va recuperar la condició de província que ja havia tingut abans, i el districte fou inclòs en aquesta província d'Assam com a àrea tribal sense tractat. El 1935 l'àrea fou exclosa de colonització. El primer partit polític, la Mizo Common People's Union (MCPU), es va crear l'abril del 1946, rebatejat més tard com a Unió Mizo (MU) i propera al Partit del Congrés de l'Índia. Quan es creà una comissió per la independència índia, encarregada de tractat amb minories i àrees tribals, la Mizo Union reclamà que tot el territori mizo fou inclòs en el territori de les Lushai Hills. Nogensmenys, un altre grup, United Mizo Freedom (UMFO), demanà incloure el territori en Birmània o bé independitzar-se per separat.
El districte passà a formar part del territori tribal d'Assam, i el 1952 es creà el Lushai Hills Autonomous District Council. Però l'autonomia que els concediren no els va satisfer, malgrat els lligams dels cabdills amb el Partit del Congrés, fins que el 1954 es va abolir els caps i llurs privilegis, i en unió dels tribals de Manipur i Tripura, el 1955 es van reunir el 1955 a Aizawl i UMFP i MU crearen el partit Eastern India Union (EITU) i demanaren separar els seus territoris de l'Estat d'Assam. La Unió Mizo es va fracionar i un dels dos grups es va unir a l'EITU i l'altra no; després s'hi va unir la UMFO.
El 1959 el país patí una gran plaga de fam, coneguda com a Mautam (la fam). La causa fou que el floriment dels bambús provocà un augment de les rates, que un cop acabades les arrels de bambú, es menjaren les collites i infectaren les cases i cabanes, esdevenint una plaga. Això els obligà a recollir arrels i marxar a la jungla. Aleshores decidiren organitzar-se, ja que molts consideraven que la MU i el govern de Delhi els havien abandonat. El 1952 Laldenga, antic militar i funcionari municipal, havia fundat la Mizo Cultural Society, que el març del 1960 canvià el nom pel de Mautam Front (Front de la Fam) i el setembre del 1960 el de Mizo National Famine Front (MNFF), que guanyà força popularitat entre els joves. El 22 d'octubre del 1961 Pravin Chandra Bhandjeo el transformaria a Assam en Front Nacional Mizo (MNF), per tal d'aconseguir la independència del país mizo en el Gran Mizoram.
El 1963 el MNF obté dos dels tres diputats que li corresponen al districte mizo a Delhi, i a les eleccions del districte és el segon partit més votat. Laldenga visita Dhaka i rep diners i armes del govern pakistanès. El 30 d'octubre del 1965 envia una carta al primer ministre hindi, Lal Bahadur Shastri, on afirma que els mizo tenen dret a decidir el seu futur.
El 28 de febrer del 1966 Laldenga es fa amb la direcció del MNF i decideix prendre les armes amb suport de la República Popular Xina i Pakistan (la Mizo National Army, un miler d'efectius ben entrenats i estructurats), i seran actius a Mizoram i Tripura. Ataquen instal·lacions governamentals a Aizawl (ocupada durant vuit dies), Lunglei, Chawngte i Chhimluang. El MNF imposà les seves pròpies lleis i impostos a la població civil, organitzen un govern i un parlament, i anihilen tothom que se'ls hi oposi. Àdhuc els policies han de pagar-ne protecció, ja que controlen les zones rurals. El Front Nacional Mizo va reunir aleshores un exèrcit de deu mil combatents.
Però el govern va respondre el 1967 declarant el MNF fora de la llei, també desproporcionadament i amb mà dura (Operació Jericó), tot amenaçant el tradicional mode de vida dels mizo, ja que els recolocà en llogarrets i els crema graners i collites, i les bases de Manipur i Tripura. Ayub Khan nega que el seu govern els doni suport. El MNF rep ajut dels rebels naga i dels arakanesos. L'església presbiteriana intenta fer de mitjancera, però Laldenga no ho accepta. El juny del 1968 el MNA obté armes de l'exèrcit birmà i ataca des del territori dels chin (xin) de Myanmar, conegut com a Chin Hills.
El 1969 el govern hindu agrupa els habitants de 245 llogarrets mizo en 57 assentaments, però el 1970 abandona el pla per la forta oposició de les autoritats locals. El MNF continua les actuacions, però un cop esclata la guerra indopakistanesa del 1971, un grup del MNA es rendeix, i Laldenga es veu obligat a fugir a Arakan, d'on anirà a Karachi i d'aquí a Dhaka. La independència de Bangladesh va suposar un cop molt dur a les aspiracions dels mizo, ja que Pakistan no els podia ajudar directament.
El 1970 es va crear el territori de Mizoram amb 322.000 habitants, dels quals 222.000 són mizo, després que una delegació Mizo s'entrevistés amb Indira Gandhi, i que el 21 de gener del 1972 esdevingué formalment territori de la Unió Índia, amb dret a tenir dos representants a la Lok Sabha. El govern va anar a un partit regionalista (la Unió Mizo). Amb això el districte va desaparèixer transformat en el territori de Mizoram.
El mateix 1972 l'exèrcit indi penetrà als turons de Chittagong i capturà nombrosos rebels naga i mizo. Malgrat això, el 1973 s'inicià una forta activitat guerrillera. El MNF inicia tàctiques de guerrilla urbana i atacà estacions de policia i centres de transmissió de ràdio. La seva base està a Arakan, i han reforçat els lligams estratègics amb Xina, que els proporciona entrenament i armes. El novembre del 1973 Laldenga mantingué converses amb els indis, però no fructificaren, tot i que el seu lloctinent Thengpunga Sailo abandonà el grup i tornà al país per a dirigir una Comissió en favor dels Drets Humans que el 1975 es transformarà en People's Conference. El gener del 1975 tres caps de policia foren assassinats pel MNF a Aizawl, cosa que donarà impuls a l'activitat antiguerrillera, i fou arrestat un dels caps guerrillers, Lal Mian, amb cent guerrillers més. Això farà que el MNF mogui les seves bases i quartels del sud de Mizoram fins a Chittagong (Bangladesh), debilitats també per la retirada de la lluita dels naga mercè els acords de Shillong. Es calcula que tenia 850 efectius. L'agost del 1975 Laldenga es reuneix en secret a Ginebra amb representants indis.
La mort de Mao Zedong suposarà un nou cop a l'estragègia dels mizo. El febrer del 1976 el MNF inicià converses entre Laldenga i Cchunga (governador de Mizoram) a Calcuta per tal de treballar amb el govern en el marc de la constitució índia. Molts guerrillers entregaren les armes, però alguns sectors es resistiren. El 1977 Cchunga dimití en desacord amb els tractes amb el govern de Delhi quan Indira Gandhi fou desplaçada del poder, i el 1978 Laldenga fou substituït per Biakchhunga com a cap del MNF. Tot i així, entre març del 1977 i maig del 1978 continuaren les converses amb el nou govern del Janata Dal. A l'estat el 1977 es va imposar el govern presidencial directe, i després va governar la Conferència del Poble de Mizoram fins al 1978 però el govern presidencial va ser imposat altre cop. La Conferència del Poble de Mizoram va tornar al poder el 1979.
El MNF es veu molt debilitat per les disputes internes, que també afecten al PC (9 diputats es passen al MNF), raó per la qual el novembre del 1978 s'imposa la president rule. El juliol del 1979 Laldenga és arrestat a Delhi, acusat de preparar una nova insurrecció. Això i la forta immigració bengalina a les àrees de Mizoram, Tripura, Nagaland i Manipur provoca que 60 militants del MNF travessin la frontera birmana i ataquin tendes de Tripura, provocant un mort i diversos ferits. La Conferència del Poble de Mizoram va romandre al poder fins al 1984 quant va guanyar les eleccions el partit del Congrés (Indira).

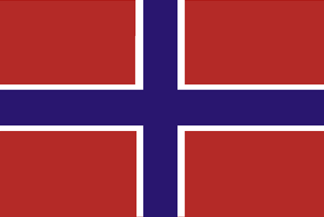
Possible bandera portada per Laldenga el 1986

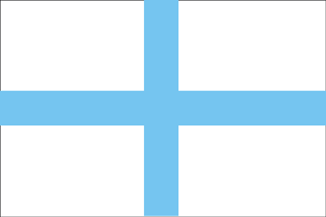
Bandera exhibida per part dels manifestants 1986

El 1986 Laldenga i Rajiv Gandhi van acordar la pau i Mizoram va esdevenir estat de la Unió amb certes normes especials referides a lleis locals. Els rebels van rebre amnistia.
Es va formar un govern de coalició presidit per Laldenga, entre el Front Nacional Mizo i el Partit del Congrés que va dirigir l'estat fins a les eleccions del 1987 en les quals el Front Nacional Mizo va triomfar clarament (24 escons sobre 40) però el moviment es va dividir i una facció es va passar al Partit del Congrés el 1988, canviant així la majoria; l'estat va passar sota govern directe del president.
A les eleccions de 1989 va guanyar el Congrés (Indira) i va pujar al poder Lal Thhanhawla; un grup mizo, Himal Peoples Convention, es va revoltar però va arribar a un acord amb el govern el 15 de juliol de 1994. Una altra organització que practicava la lluita armada era l'Organització de Reunificació Zomi amb seccions a Myanmar, Mizoram i Manipur, que tenia el suport dels paite de Manipur, d'ètnia mizo, i demanava la incorporació a Mizoram de les zones habitades per mizos incloses en els estats veïns. També es van revoltar els reang (o bru) contra els mizos, dirigits pel Front Nacional d'Alliberament Bru, branca militar de la Unió Nacional Bru, que exigia un consell administratiu separat dins de Mizoram, provocant les represàlies i un gran nombre de refugiats cap Assam i Tripura.
El 25 de novembre de 1998 una coalició entre el Front Nacional Mizo i la Conferència del Poble de Mizoram va triomfar a les eleccions de l'estat (34 escons sobre 40, amb només 6 escons el partit del Congrés). L'ex guerriller Zoramthanga va accedir al lloc de cap de govern.

## Moviments d'Alliberament
- Front d'Alliberament Nacional Bru
- Convenció Popular Hmar
- Organització de Reunificació Zomi (grup mizo/zomi que opera a Manipur i Myanmar)